# Dom van Fulda
De Dom van Fulda of de Sint-Salvatorkathedraal is een voormalige kloosterkerk in de stad Fulda. Sinds 1752 is de dom de kathedraal van het Bisdom Fulda. De dom is de begraafplaats van Sint-Bonifatius, de architect van het christelijke West-Europa. In 1802 werd de abdij opgeheven; de kerk bleef echter de kathedraal van het bisdom. Het godshuis werd gewijd aan Christus de Verlosser. De kathedraal vormt in Hessen een hoogtepunt van barokke bouwkunst.

## Geschiedenis

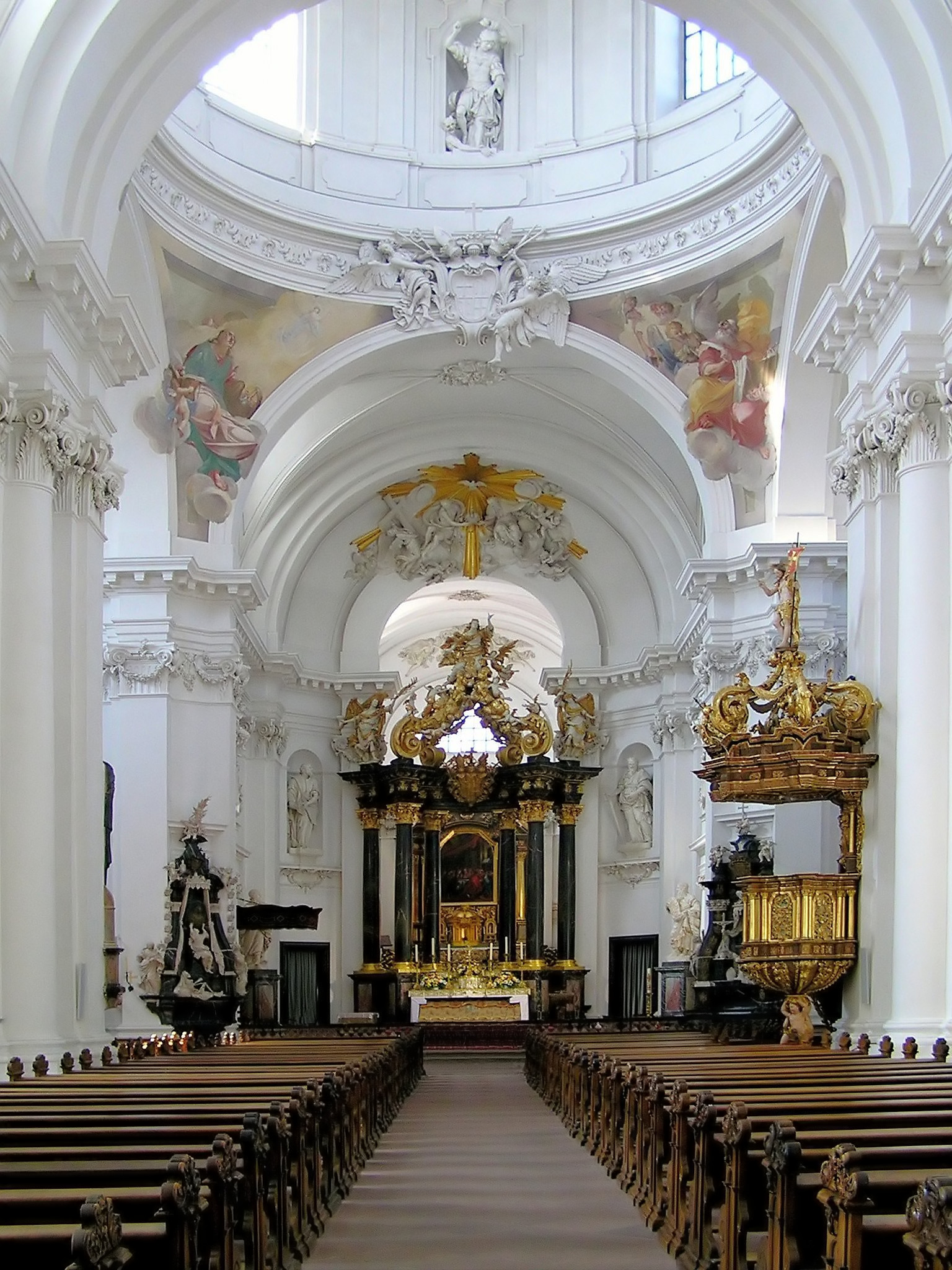
Interieur

De dom werd gebouwd op de plek van de Ratgar Basilica, ooit de grootste basilica ten noorden van de Alpen. Het ontwerp voor de nieuwe stiftskerk werd gemaakt door een van de belangrijkste barok-architecten, Johann Dientzenhofer (1663–1726). De architect had in 1699 een studiereis gemaakt naar Rome en werd door de paus bij de vorst Adalbert von Schleifras aanbevolen als bouwmeester. Na de sloop van de Ratgar Basilica werd op 23 april 1704 begonnen met de bouw van de barokke kerk. Daarbij werden deels de fundamenten van de oude basiliek gebruikt. Op 15 augustus 1712 werd de dom gewijd. De nieuwbouw diende als abdijkerk voor de benedictijnen en grafkerk voor de heilige Bonifatius. Later, in 1752, werd de kerk tot kathedraal verheven. De abdij werd in het kader van de secularisatie in 1802 opgeheven, de kerk bleef echter kathedraal van het bisdom.
Tijdens een jubileumviering van de heilige Bonifatius werd op 4 juni 1905 vuurwerk afgestoken. Vermoedelijk vatten daarbij de nesten van broedende kauwen in de rechtertoren vlam, waarna de toren volledig uitbrandde. De klokken Osanna en Bonifatius werden vernietigd, maar de brand sloeg niet over naar de andere delen van de kathedraal.
In de Tweede Wereldoorlog werd de dom beschadigd bij de bombardementen op de stad. Tot 1954 was de kathedraal gesloten en werd er gewerkt aan herstel van de kerk. Op 17 en 18 november 1980 bezocht paus Johannes Paulus II de stad. Meer dan 100.000 gelovigen verzamelden zich op het domplein om de paus te begroeten.

## De omgeving van de dom en het dommuseum
Ten noorden van de kathedraal bevindt zich de voormalige Sint-Michaëlpriorij, die sinds 1831 de residentie van de bisschop is, en de Karolingische Sint-Michaëlkerk. De voormalige barokke abdijgebouwen, die tussen 1771 en 1778 werden gebouwd, bevinden zich ten westen van de kathedraal. Tegenwoordig maakt de Universiteit van Fulda gebruik van de gebouwen. Vlak bij de kathedraal ligt de in de jaren 1966-1968 gebouwde moderne kapel van het rooms-katholieke seminarie. Ten zuiden van het klooster bevinden zich de decanaatsgebouwen.
Door de tuin van het decanaat wordt het museum van de kathedraal bereikt. Het museum bevat een uitgebreide collectie religieuze kunst over een periode van meer dan 1250 jaar geschiedenis van de oorspronkelijke abdij en de huidige kathedraal van het bisdom. Pronkstuk van het museum is het zilveren altaar, dit bevat het reliquiarium met het hoofd van de heilige Bonifatius. Tevens worden de dolk waarmee de Friese heiden de bisschop vermoordde in het altaar bewaard, net als ook relieken van andere heiligen.

## Architectuur
De dom heeft een lengte van 99 meter, een koepelhoogte van 39 meter en wordt aan de voorzijde door twee torens van 65 meter hoogte geflankeerd. Naast de torens bevinden zich met koepels overdekte kapellen, de Andreaskapel en de Johanneskapel. De drieschepige pijlerbasiliek heeft een kruisvormig grondplan met een zuidelijk en noordelijk transept, waartussen zich de viering met koepel bevindt. Anders dan bij de meeste oude kerken is de oriëntatie van de kathedraal naar het westen. Onder het hoogkoor bevindt zich de Bonifatius-crypte. De zijbeuken lopen parallel aan het middenschip tot de Mariakapel (rechts) en de sacristie (links). Deze aanbouwingen grenzen direct aan de voormalige kloostergebouwen.

## Begraven in de kathedraal
- Sint-Bonifatius
- Sint-Sturmius
- Koning Koenraad
- Anna van Pruisen.
- en veel vorst-abten, vorst-bisschoppen en bisschoppen van Fulda

## Afbeeldingen

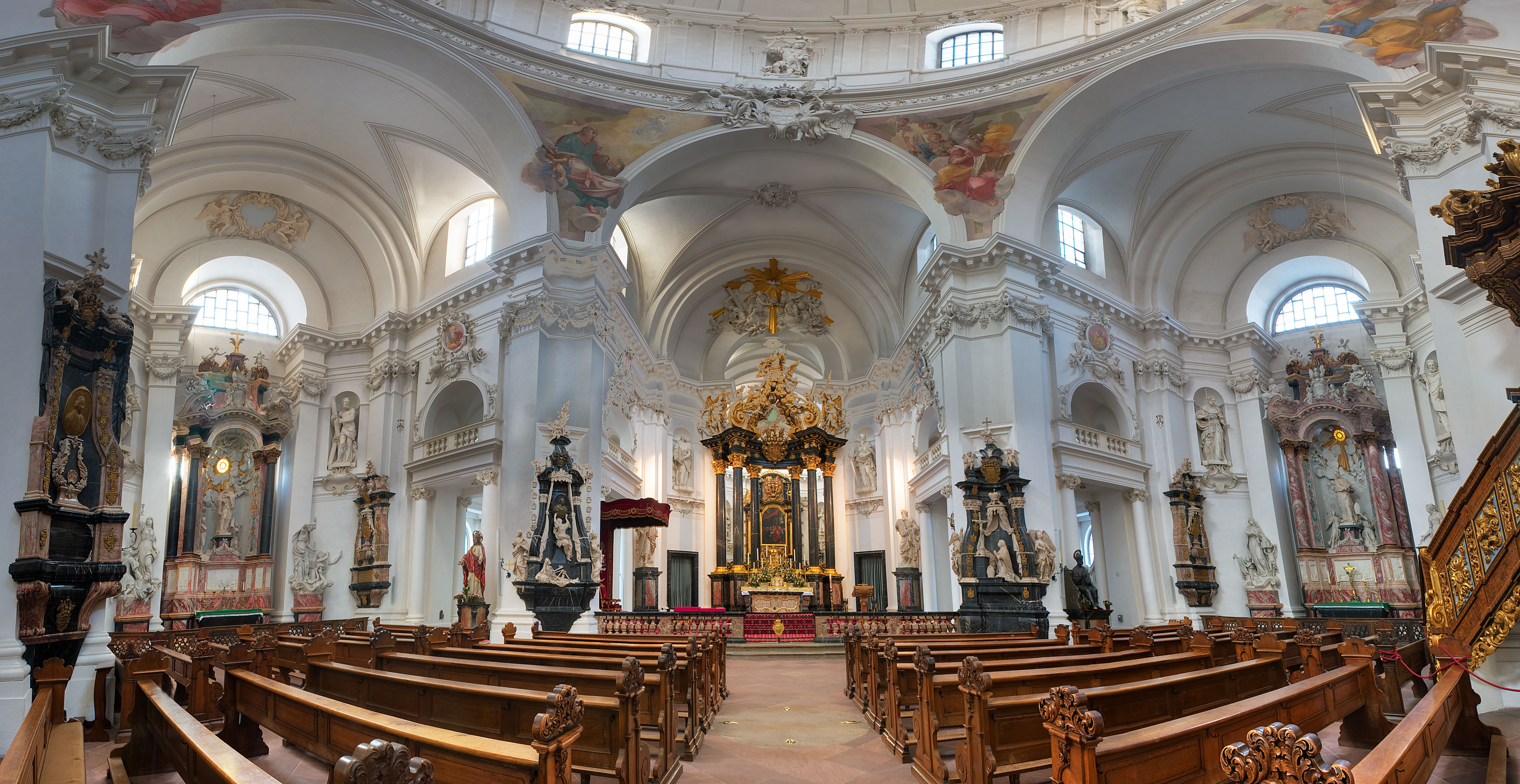
Interieur
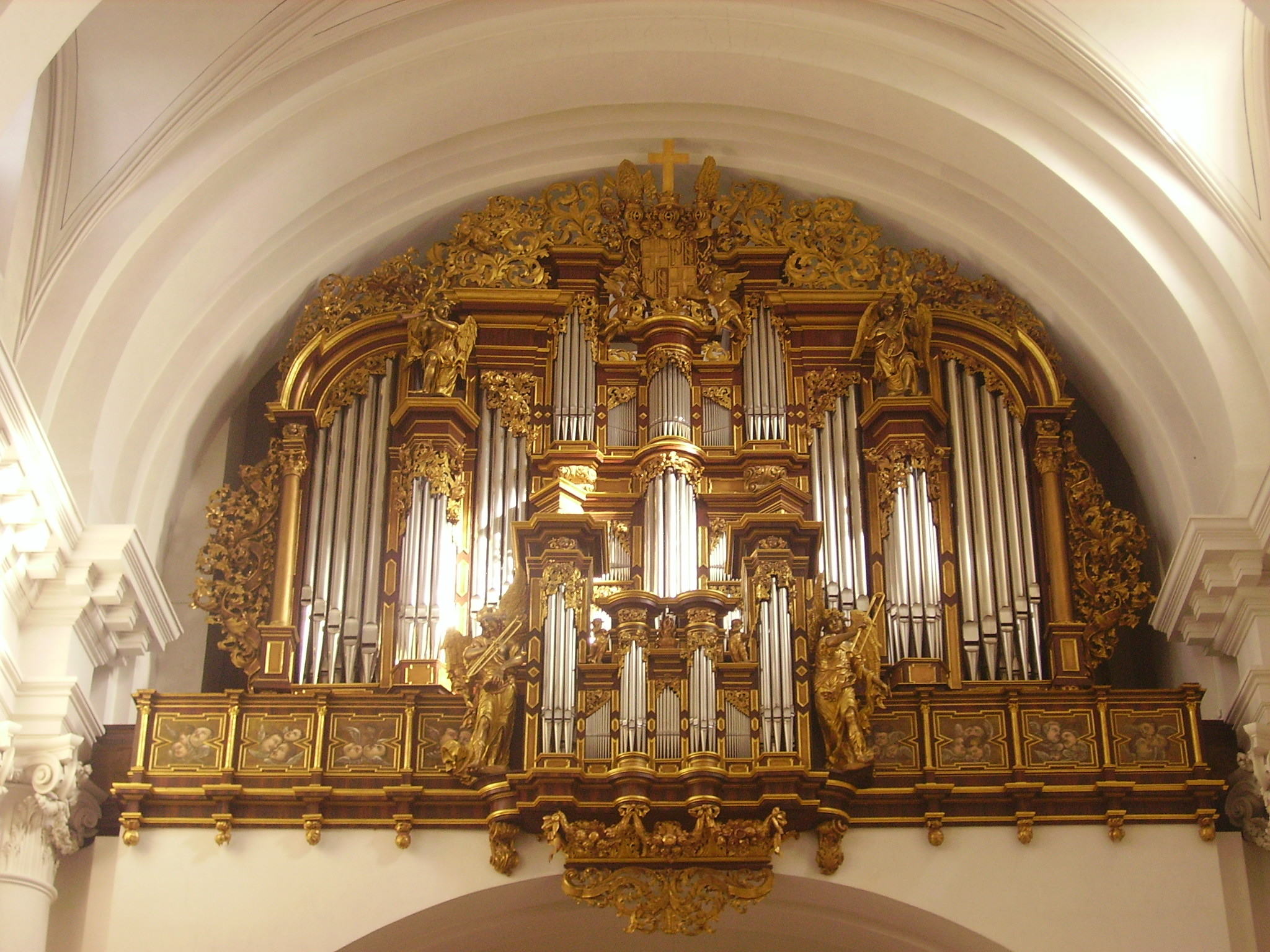
Orgel
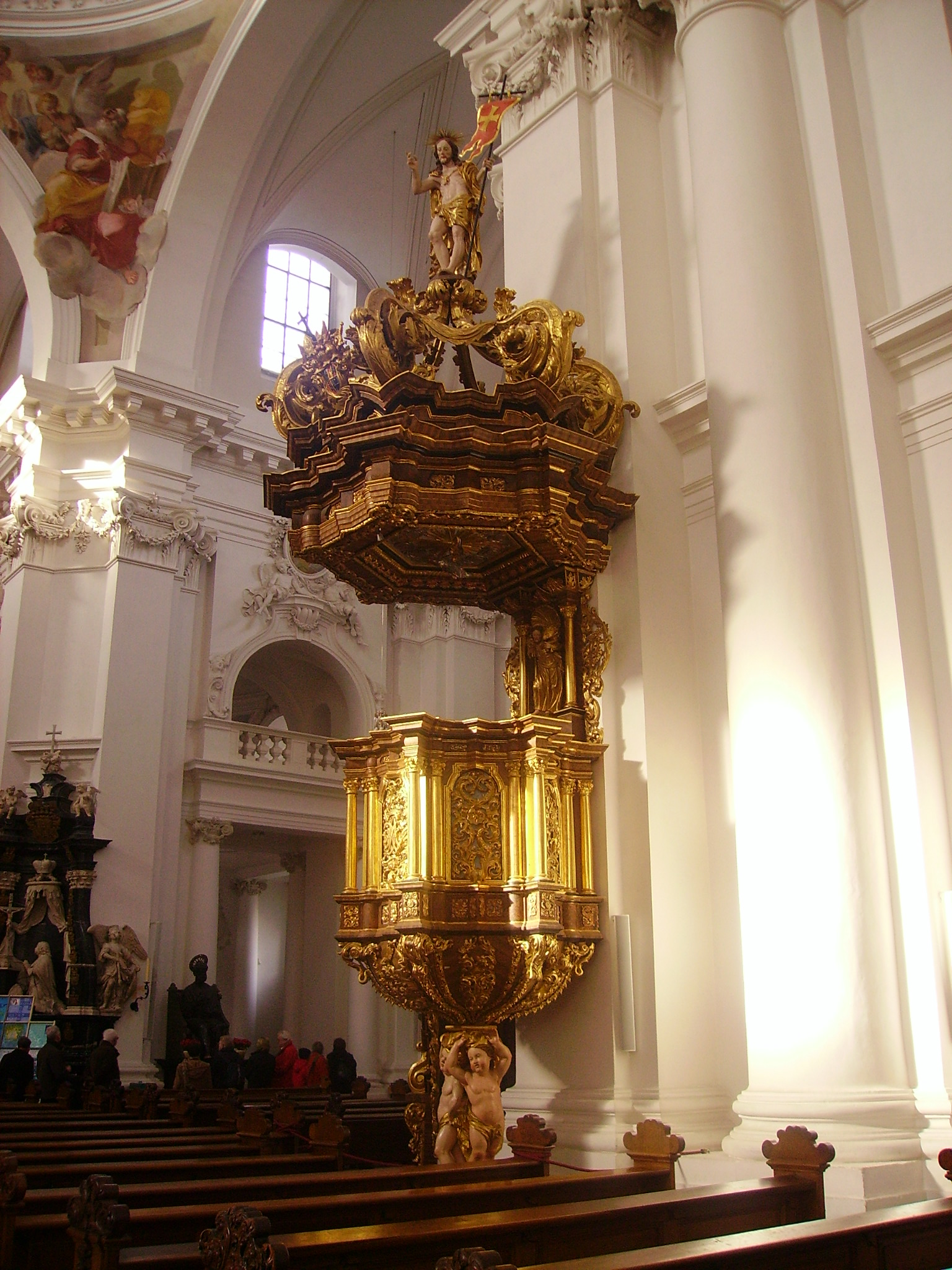
Kansel
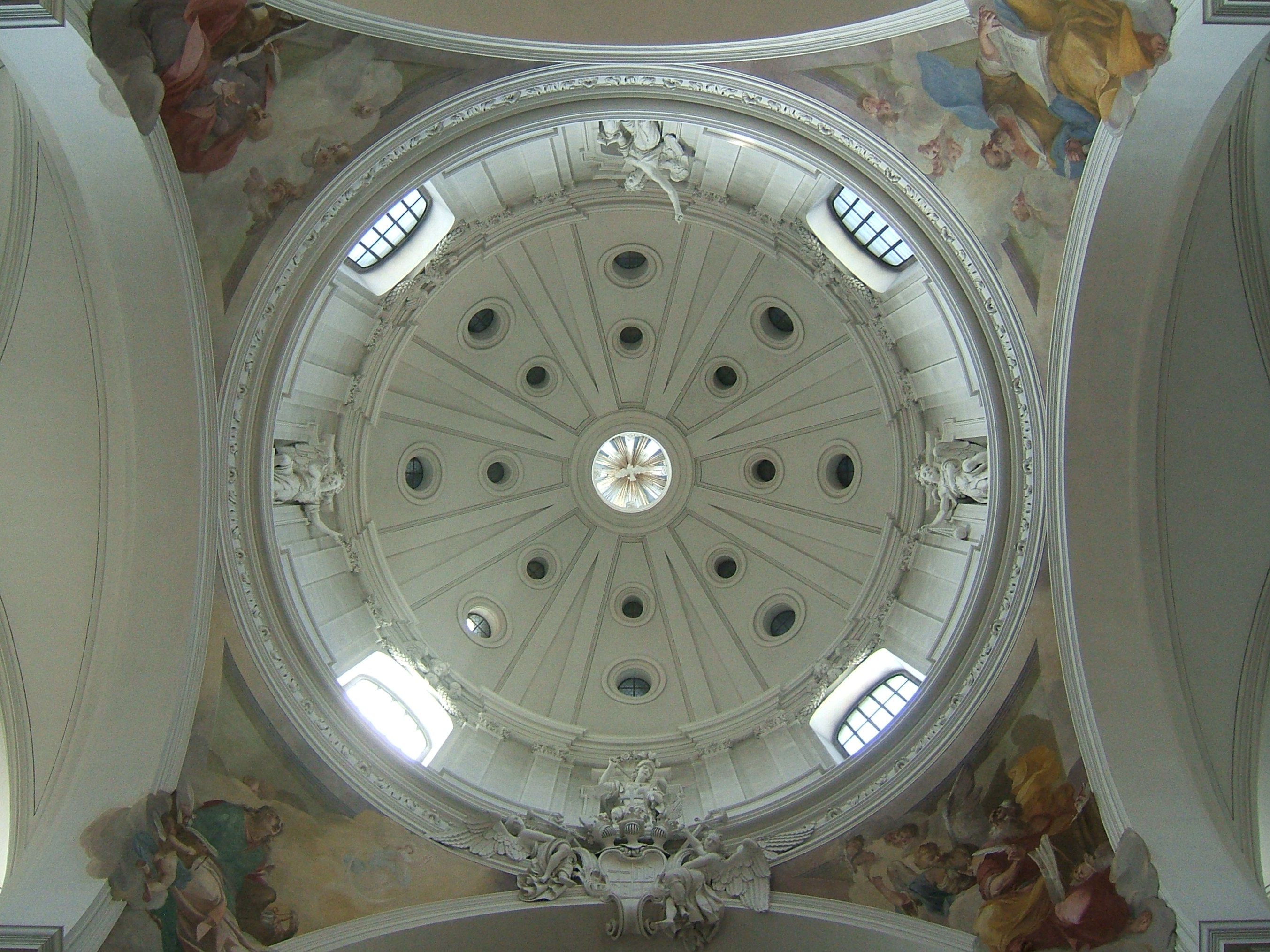
Koepel
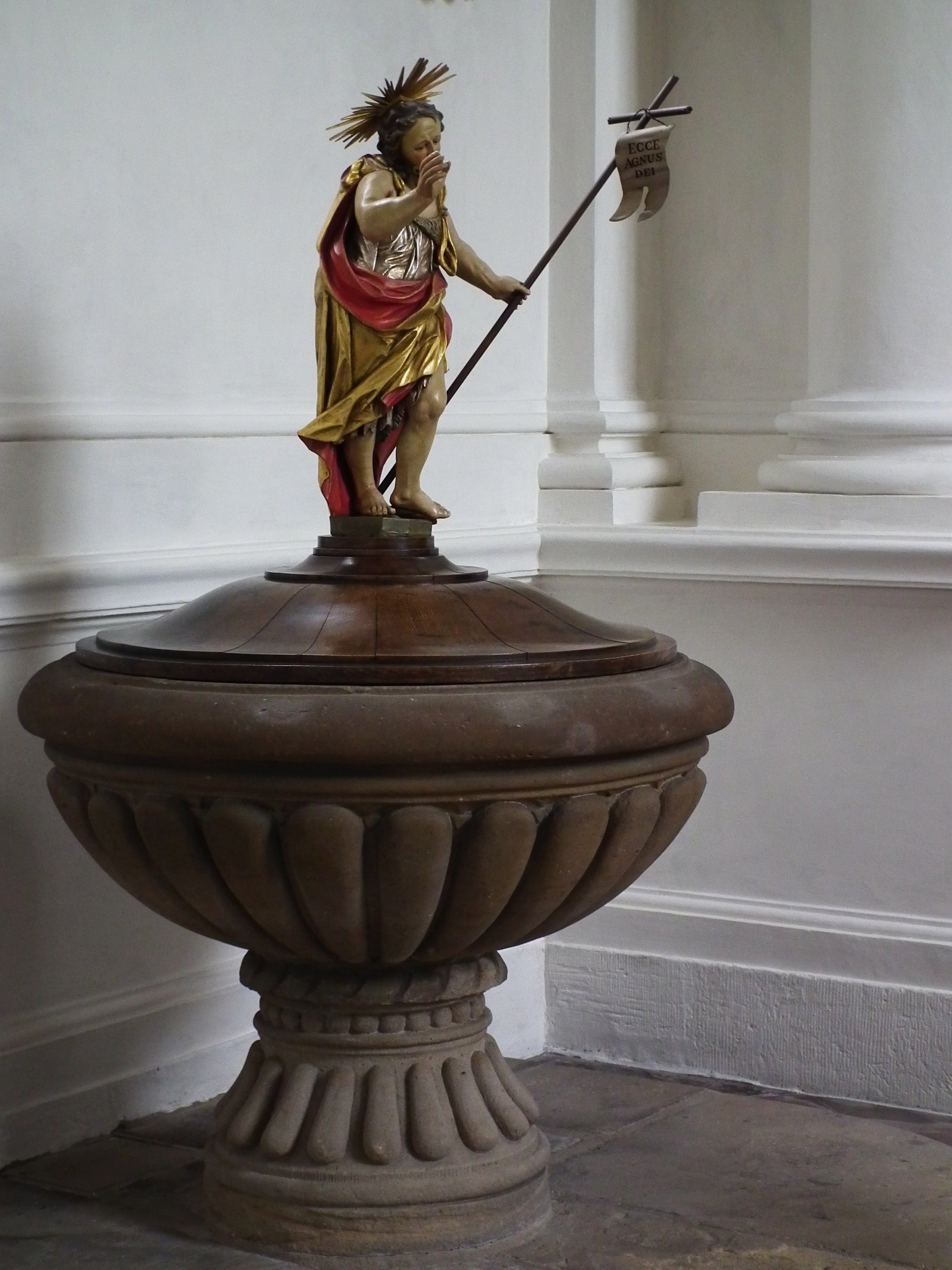
Doopvont
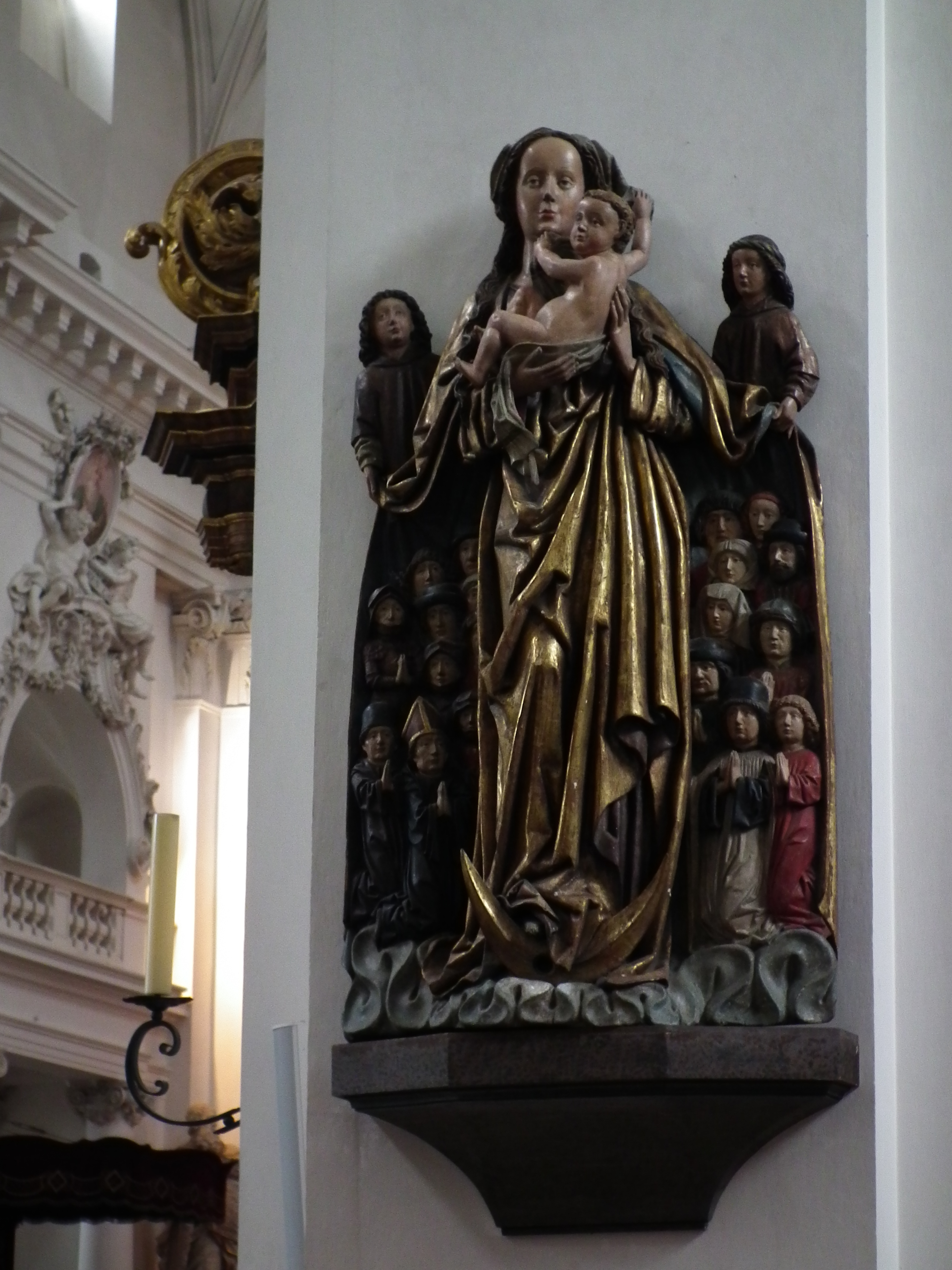
Mantelmadonna
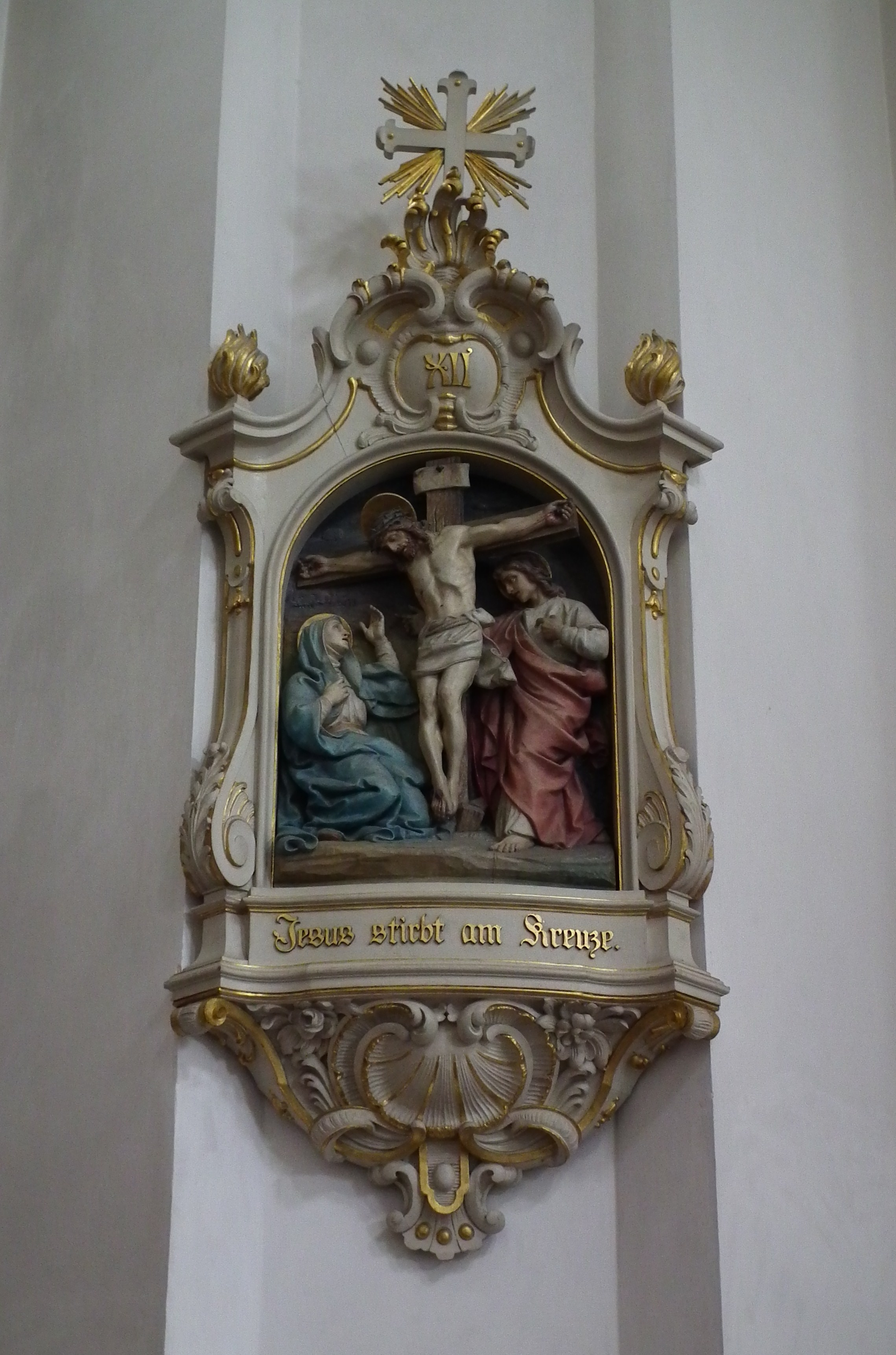
Statie